# Jürgen Zangenberg
Jürgen K. Zangenberg (* 18. Januar 1964 in Erlangen) ist ein deutscher evangelischer Neutestamentler und Archäologe.

## Leben
Von 1983 bis 1990 studierte er Evangelische Theologie in Erlangen, Heidelberg und Edinburgh. 1996 wurde er in Heidelberg mit einer Arbeit über Frühes Christentum in Samarien promoviert. Von 2000 bis 2001 war er Humboldt-Stipendiat an der Yale University. 2003 wurde er an der Bergischen Universität Wuppertal habilitiert mit einer Arbeit über Jüdische und frühchristliche Bestattungskultur in Palästina.
Seit September 2006 war er Professor für die Exegese des Neuen Testaments und Frühchristliche Literatur an der Universität Leiden; seit September 2008 hatte er einen zusätzlichen Lehrauftrag an der dortigen Fakultät für Archäologie. Er ist seit 2014 Professor für Geschichte und Kultur des Antiken Judentums und Frühen Christentums an der Universität Leiden.
Sein aktueller Arbeitsschwerpunkt ist die Erforschung antiker jüdischer Gemeinden in ihrem griechisch-römischen Kontext, ihr Selbstverständnis als kulturelle und religiöse Minderheit, ihre Literatur und materielle Kultur. Er untersucht, wie das Urchristentum aus seiner jüdischen und griechisch-römischen Matrix hervorging und langsam einen eigenen Lebensstil und eine eigene Gedankenwelt entwickelte.
Zangenberg vertritt, wie Yizhar Hirschfeld, die These, dass Qumran nicht die Siedlung einer religiösen Sondergruppe gewesen sei. Er stellt den neueren Stand der Qumranforschung in Interviews, Vorträgen und populärwissenschaftlichen Büchern für eine breite Öffentlichkeit dar. 
Zangenberg führte Grabungen durch in ez-Zara (Kallirhoe), Petra, Sepphoris und nimmt teil einem internationalen Projekt zur archäologischen Untersuchung des Nordwestufers des Sees Genezareth (Kinneret Regional Project, siehe Weblinks). 

## Schriften (Auswahl)
- Herodes, König von Judäa. Philipp von Zabern 2016, ISBN 978-3-8053-4950-5
- mit Jens Schröter (Hrsg.): Texte zur Umwelt des Neuen Testaments, Mohr Siebeck 2013, ISBN 978-3-8252-3663-2
- mit Jens Schröter: Bauern, Fischer und Propheten. Galiläa zur Zeit Jesu, Philipp von Zabern 2012, ISBN 978-3-8053-4543-9
- mit Kurt Erlemann, Karl Leo Noethlichs, Klaus Scherberich, Thomas Wagner (Hrsg.): Neues Testament und Antike Kultur (NTAK), 5 Bände, Vandenhoeck & Ruprecht 2011, ISBN 978-3-7887-2492-4
- Das Tote Meer. Kultur und Geschichte am tiefsten Punkt der Erde, Philipp von Zabern 2010, ISBN 978-3-8053-4074-8
- Trockene Knochen, himmlische Seligkeit. Todes- und Jenseitsvorstellungen im Judentum der hellenistisch-frührömischen Zeit. In: Angelika Berlejung, Bernd Janowski (Hrsg.): Tod und Jenseits im Alten Israel und in seiner Umwelt. Theologische, religionsgeschichtliche, archäologische und ikonographische Aspekte, Mohr Siebeck 2009, S. 655–689 (PDF)
- Jesus – Galiläa – Archäologie. Neuere Forschungen in einer Region im Wandel. In: Carsten Claußen, Jörg Frey (Hrsg.): Jesus und die Archäologie Galiläas (BThS 87) Neukirchen-Vluyn 2008, S. 7–38. (PDF)
- Das Galiläa des Josephus und das Galiläa der Archäologie. Tendenzen und Probleme der neueren Forschung. In: Christfried Böttrich, Jens Herzer (Hrsg.): Josephus und das Neue Testament. Wechselseitige Wahrnehmungen, Tübingen 2007, S. 265–294 (PDF)
- Frühes Christentum in Samarien. Topographische und traditionsgeschichtliche Studien zu den Samarientexten im Johannesevangelium. Tübingen und Basel 1998, ISBN 978-3-7720-1878-7